# 东京都立医疗技术短期大学
东京都立医疗技术短期大学（日语：／ Tōkyōtoritsu Iryōgijutsu Tankidaigaku *），简称都医短，是过去一所位于日本东京都荒川区的公立短期大学。

## 概要

### 简介
- 学校最早可以追溯到1958年。短期大学为于1986年开办[1]、由东京都经营。招生到于1997年、停办于2000年[2]。

### 历史
- 1986年 东京都立医疗技术短期大学成立并同时设置四个学科、以下列举。
  - 护理学科
  - 放射线技术科
  - 物理治疗学科[注 2]
  - 职能治疗学科[注 3]
- 1989年 两个专攻成立于专科、以下列举
  - 助产学专攻
  - 地区护理学专攻
- 1997年 招生最后、次年停止招生（正式停办于2000年3月31日[2]）。

## 学校环境
- 校区：在了东京都荒川区[注 1]

## 历任校长
- 五味重春：第一代短期大学校长[3]。

## 组织

### 学科
- 护理学科
- 放射线技术科
- 物理治疗学科[注 2]
- 职能治疗学科[注 3]

### 专科
| - 助产学专攻 - 地区护理学专攻 |

### 业余课程
| - 没有 |

## 知名校友
- 山本舞衣子：播音员

## 相关链接
- 日本短期大学列表
- 东京都立立川短期大学
- 东京都立商科短期大学
- 东京都立工科短期大学